# Разна (національний парк)
Національний парк «Разна» (лат. Rāznas nacionālais parks) — національний парк Латвії. Він був заснований 1 січня 2007 року і займає площу в 59615 га. Ініціатива перетворення в національний парк вже існуючого природного парку «Разна» з'явилася у Даугавпілському університеті.
Цей національний парк був створений для захисту озера Разна, яке є другим за величиною озером в Латвії, і прилеглих до нього районів. Через це 14 % площі Національного парку становить водна поверхня. Найцінніші екосистеми — це природні листяні ліси з великим числом рідкісних видів рослин, які ростуть на деяких з 26 островів на озері Ежезерс. Значну природоохоронну цінність також становлять близькі до природних луки.
Парк — популярне туристичне місце, особливо людяні Пілорський дубовий гай (Piloru ozolu audze) та болото Андрупене (Andrupene). Окрім цього у межах парку розташовані суто туристичні об'єкти Латгалії — культурний заповідник з музеями та реконструйованим замоком 9-11 ст. Територією парку прокладено багато веломаршрутів: «На вершині Латгалії» («Latgales virsotnē»), «Культові місця в околицях Маконкалнса» («Kulta vietas Mākoņkalna apkārtnē»), «Кам'яні легенди Маконкалнса» («Mākoņkalna akmeņu leģendas»), «Околицями Зосненського маєтку» («Zosnas muižas apkārtnē»), «Навколо озера Разнас» («Apkārt Rāznas ezeram»), «Таємниці Ежезерса» («Ežezera noslēpumi»).